# 老挝王家流亡政府
老挝王家流亡政府（缩写为RLGE）是一个反对老挝人民民主共和国的流亡政府。它的目标是在老挝实现君主立宪制。它还声称致力于保障自由、正义、和平和全体老挝人民的繁荣。